# TLK Games
TLK Games est une société de création de jeu vidéo, créée en octobre 1990 dans le Tarn par Bruno Ethvignot, Jean-Michel Martin de Santero, Jerôme Bolot, Laurent Guyon et Régis Parret.

## Histoire
La société tout d'abord spécialisée dans développement de jeux sur Amiga, s'est orientée vers le développement de partagiciels sous MS-DOS en 1992 puis Windows. TLK Games s'est ensuite diversifiée dans le service en 1999, principalement dans le développement en Langage_Perl et dans l'administration de serveurs tournant sur le système d'exploitation FreeBSD et GNU/Linux.
TLK Games a diffusé deux jeux libres sous licence GPL (Licence publique générale GNU) PowerManga et TecnoballZ, notamment disponible dans les distributions Linux les plus répandues.
TLK Games dispose depuis 2001 de bureaux à Paris mais conserve son siège à Florentin.

## Jeux
- 3D Ball Slider
- 3D BrickBlaster Unlimited
- 3D Chess Unlimited
- 3D The Mill Unlimited
- 3D Checkers Unlimited
- 3D Yams Unlimited
- 3D Reversi Unlimited
- 3D Chinese Checkers Unlimited
- 3D Backgammon Unlimited
- 3D Word Slider
- 3D Buggy Tug
- 3D Pinball Unlimited
- 3DRT Dominos
- 3DRT PingPong
- 3D Petanque Unlimited
- H2O
- Farocar
- Dogs And Lights
- Road Construction
- DROD 3D
- PowerManga
- TecnoballZ